# Karl Friedrich Wallroth
Karl Friedrich Wallroth (ur. 13 marca 1792 r. w Breitenstein, zm. 4 listopada 1857 r. w Nordhausen) – niemiecki lekarz, botanik i mykolog.

## Życiorys
Karl Friedrich Wilhelm Wallroth urodził się w rodzinie pastora w 1792 r. w Breitenstein w Saksonii (obecnie jest to Dobino w Polsce). Skończył studia medyczne na Uniwersytecie w Halle, gdzie pod wpływem Kurta Sprengela zainteresował się botaniką. Już w okresie studiów napisał „Geschichte des Obstes der Alten”. W 1815 napisał dodatek do Flory Halle Kurta Sprengla pt. „Annus botanicus. Kontynuował studia w Getyndze, gdzie uzyskał doktorat. Jako lekarz wojskowy wziął udział w kampanii przeciwko Francji, potem jako lekarz zamieszkał w Schwarzburgu-Rudolstadt. W 1822 roku napisał „Schedulae criticae de plantis Florae Halensis selectis, w 1828 Rosae plantarum generis hostoria succincta. We współpracy z H.G. Flörke zajmował się również badaniem porostów, czego efektem były prace Naturgeschichte der Flechten i Naturgeschichte der Säulchenflechten. Napisał również opracowanie roślin zarodnikowych Niemiec pt. Flora cryptogamica Germaniae.
Opisał nowe gatunki roślin i grzybów. Przy ich nazwach naukowych dodawany jest skrót jego nazwiska Wallr.